# Vicariato apostólico de Pakse
El vicariato apostólico de Pakse (en latín: Vicariatus Apostolicus Paksen(sis) y en lao: ອັກຄະສາວົກແທນຂອງເມືອງປາກເຊ) es una circunscripción eclesiástica latina de la Iglesia católica en Laos, inmediatamente sujeta a la Santa Sede. El vicariato apostólico tiene al obispo electo Andrew Souksavath Nouane Asa como su ordinario desde el 31 de mayo de 2022. 

## Territorio y organización
El vicariato apostólico tiene 4409 km² y extiende su jurisdicción sobre los fieles católicos de rito latino residentes en las provincias de Champasak, Salavan, Sekong y Attapeu. 
La sede del vicariato apostólico se encuentra en la ciudad de Pakse, en donde se halla la Catedral del Sagrado Corazón.
En 2020 en el vicariato apostólico existían 57 parroquias. La mayoría de las parroquias de Laos están organizadas en comunidades de base, con una gran participación de los laicos, principalmente de etnia vietnamita.
Desde 1979 la Iglesia católica está oficialmente reconocida por el Frente Lao de Construcción Nacional, que tiene a cargo el reconocimiento de las minorías religiosas. A pesar del artículo 9 de la Constitución de Laos, que declara la libertad de actividad de las comunidades religiosas en el país, el gobierno de Laos obstaculiza las actividades de la Iglesia católica en el norte del país.

## Historia
Durante la Segunda Guerra Mundial los ocupantes japoneses de la Indochina francesa desde el 9 de marzo de 1945 internaron en centros de detención a todos los misioneros católicos. Después de la capitulación japonesa, la llegada del Viet Minh y luego del Pathet Lao dificultó aún más el trabajo de los misioneros, y fue necesario esperar el lento ascenso del ejército francés a lo largo del río Mekong para restaurar las misiones. El 22 de octubre de 1953 Francia reconoció la independencia de Laos.
El vicariato apostólico fue erigido el 12 de junio de 1967 con la bula Christi parabola del papa Pablo VI, obteniendo el territorio del vicariato apostólico de Savannakhet.
Cuando el régimen comunista del Pathet Lao tomó completamente el poder en Laos el 2 de diciembre de 1975 tras la guerra civil de Laos, la Iglesia católica fue severamente reprimida y los últimos misioneros católicos extranjeros abandonaron el país en 1976. Muchos refugiados católicos laosianos se asentaron en Estados Unidos, Australia y Francia. 
El culto católico se permitió gradualmente en la década de 1990 y desde comienzos del siglo XXI la situación parece estar mejorando. El 11 de diciembre de 2016, algunos mártires laosianos que trabajaban en el vicariato fueron beatificados en Vientián por el cardenal filipino Orlando Quevedo, incluidos los sacerdotes misioneros René Dubroux, asesinado en 1959, y Lucien Galan, asesinado in odium fidei el 12 de mayo de 1968.

## Estadísticas
De acuerdo al Anuario Pontificio 2021 el vicariato apostólico tenía a fines de 2020 un total de 21 129 fieles bautizados.
| Año                                                                             | Población            | Población | Población      | Sacerdotes | Sacerdotes    | Sacerdotes    | Bautizados por sacerdote | Diáconos permanentes | Religiosos | Religiosos | Parroquias |
| Año                                                                             | Bautizados católicos | Total     | % de católicos | Total      | Clero secular | Clero regular | Bautizados por sacerdote | Diáconos permanentes | Varones    | Mujeres    | Parroquias |
| ------------------------------------------------------------------------------- | -------------------- | --------- | -------------- | ---------- | ------------- | ------------- | ------------------------ | -------------------- | ---------- | ---------- | ---------- |
| 1970                                                                            | 6711                 | 500 000   | 1.3            | 17         | 3             | 14            | 394                      |                      | 14         | 60         |            |
| 1974                                                                            | 8545                 | 550 000   | 1.6            | 12         |               | 12            | 712                      |                      | 12         | 38         | 11         |
| 1988                                                                            | 8634                 | 660 000   | 1.3            | 15         | 3             | 12            | 575                      |                      | 12         | 17         | 11         |
| 1999                                                                            | 11 362               | 910 000   | 1.2            | 2          | 2             |               | 5681                     |                      |            | 19         | 51         |
| 2000                                                                            | 11 793               | 914 000   | 1.3            | 2          | 2             |               | 5896                     |                      |            | 18         | 47         |
| 2001                                                                            | 13 123               | 925 652   | 1.4            | 2          | 2             |               | 6561                     |                      |            | 18         | 47         |
| 2002                                                                            | 11 750               | 926 006   | 1.3            | 2          | 2             |               | 5875                     |                      |            | 18         | 46         |
| 2003                                                                            | 14 519               | 1 098 000 | 1.3            | 3          | 3             |               | 4839                     |                      |            | 18         |            |
| 2005                                                                            | 14 519               | 1 098 000 | 1.3            | 3          | 3             |               | 4839                     |                      |            | 18         | 46         |
| 2010                                                                            | 16 332               | 1 134 196 | 1.4            | 5          | 5             |               | 3266                     |                      |            | 20         |            |
| 2014                                                                            | 15 702               | 1 238 000 | 1.3            | 7          | 6             | 1             | 2243                     |                      | 10         | 12         |            |
| 2016                                                                            | 15 120               | 1 345 560 | 1.1            | 7          | 6             | 1             | 2160                     |                      | 9          | 16         |            |
| 2017                                                                            | 15 406               | 1 370 000 | 1.1            | 7          | 6             | 1             | 2200                     |                      | 14         |            |            |
| 2020                                                                            | 21 129               | 1 301 500 | 1.6            | 15         | 9             | 6             | 1408                     |                      | 14         | 15         | 57         |
| Fuente: Catholic-Hierarchy, que a su vez toma los datos del Anuario Pontificio. |                      |           |                |            |               |               |                          |                      |            |            |            |

## Episcopologio
- Jean-Pierre Urkia, M.E.P. † (12 de junio de 1967-10 de julio de 1975 renunció)
- Thomas Khamphan † (10 de julio de 1975-30 de octubre de 2000 retirado)
- Louis-Marie Ling Mangkhanekhoun (30 de octubre de 2000-16 de diciembre de 2017 nombrado vicario apostólico de Vientián)
  - Andrew Souksavath Nouane Asa, desde el 16 de diciembre de 2017 (administrador apostólico)
- Andrew Souksavath Nouane Asa, desde el 31 de mayo de 2022 (electo)